# Huszár József (földbirtokos)
Báró kövesdi Huszár József (Bécsújhely 1913. március 9. – Temesvár, 1958. szeptember 1.) erdélyi magyar földbirtokos, részt vett a Szoboszlay Aladár-féle szervezkedésben, amiért halálra ítélték és kivégezték.

## Élete
Nagy múltú, gazdag arisztokrata családból származott. Feleségül vett egy színésznőt, de elvált tőle, gyermeke nem született. A második világháború végén az orosz hadsereg elől külföldre menekült, csak a háború után tért haza, így az akkori román törvények értelmében minden vagyonától megfosztották. 1949-ben kényszerlakhelyre, Marosvásárhelyre telepítették. Mivel a kommunizmus ádáz ellenségének vallotta magát, állandó jelleggel figyelte a román titkosrendőrség, a Securitate. Ennek köszönhető, hogy később minden személyt, akivel a szervezkedésről beszélt letartóztattak.
1952-ben Aradra költözött, ahol megismerkedett Szoboszlay Aladárral, aki bevonta a kommunizmus megdöntésére irányuló szervezkedésbe. Az 1956. augusztus 26-ra tervezett felkelés idején neki kellett volna a forradalmárokat Bukarestbe, az Északi Pályaudvarra kalauzolni. Ezt a hatalomátvételi kísérletet azonban elhalasztották 1956 őszére, amikor azt tervezték, hogy a magyar forradalommal egy időben Romániában is fegyveres felkelést robbantanak ki. Erre azonban most sem került sor, a szervezkedőket leleplezték, majd a Securitate letartóztatta őket. Huszár Józsefet 1957. szeptember 16-tól 1958. április 18-ig vallatták. 1958. május 30-án a Kolozsvári III. Hadtest hadbírósága „az Román Népköztársaság belső és külső biztonsága elleni szervezkedés”, vagyis hazaárulás vádjával halálra ítélte. A Legfelsőbb Törvényszék Katonai Kollégiuma 1958. július 24-én – bár a jogi besorolást módosította és a fellebbezést is elfogadta – az alapfokon hozott ítéletet helyben hagyta. A halálraítélt kegyelmi kérvényét a Nagy Nemzetgyűlés elnöksége 1958. augusztus 22-én visszautasította. A halálos ítéletet 1958. szeptember 1-jén a Securitate temesvári börtönében hajtották végre. A kivégzéséről hivatalos jegyzőkönyv készült. Huszár Józsefet a Szoboszlay-perben elítélt többi társával együtt hosszas pereskedés után csak 2010-ben rehabilitálták.
A rehabilitációval kapcsolatban érdemes megjegyezni, hogy Szoboszlay Aladár budapesti hozzátartozói Kincses Előd ügyvédet bízták meg a rehabilitációs eljárás lefolytatásával.